# ليكر (مقاطعة كلاردشت)
ليكر (بالفارسية: لیکر) هي قرية تقع في Kuhestan Rural District في إيران. يقدر عدد سكانها بـ 154 نسمة بحسب إحصاء 2016.